# Ådals-Liden, Junsele, Resele och Eds pastorat
Ådals-Liden, Junsele, Resele och Eds pastorat var ett pastorat inom Svenska kyrkan i Ådalens kontrakt av Härnösands stift.  
Pastoratet bildades 2002, låg i Sollefteå kommun och uppgick 2021 i Sollefteå pastorat. 
Pastoratet omfattade följande församlingar:
- Ådals-Lidens församling
- Junsele församling
- Resele församling
- Eds församling

Pastoratskod var 100116